# Fitoplâncton

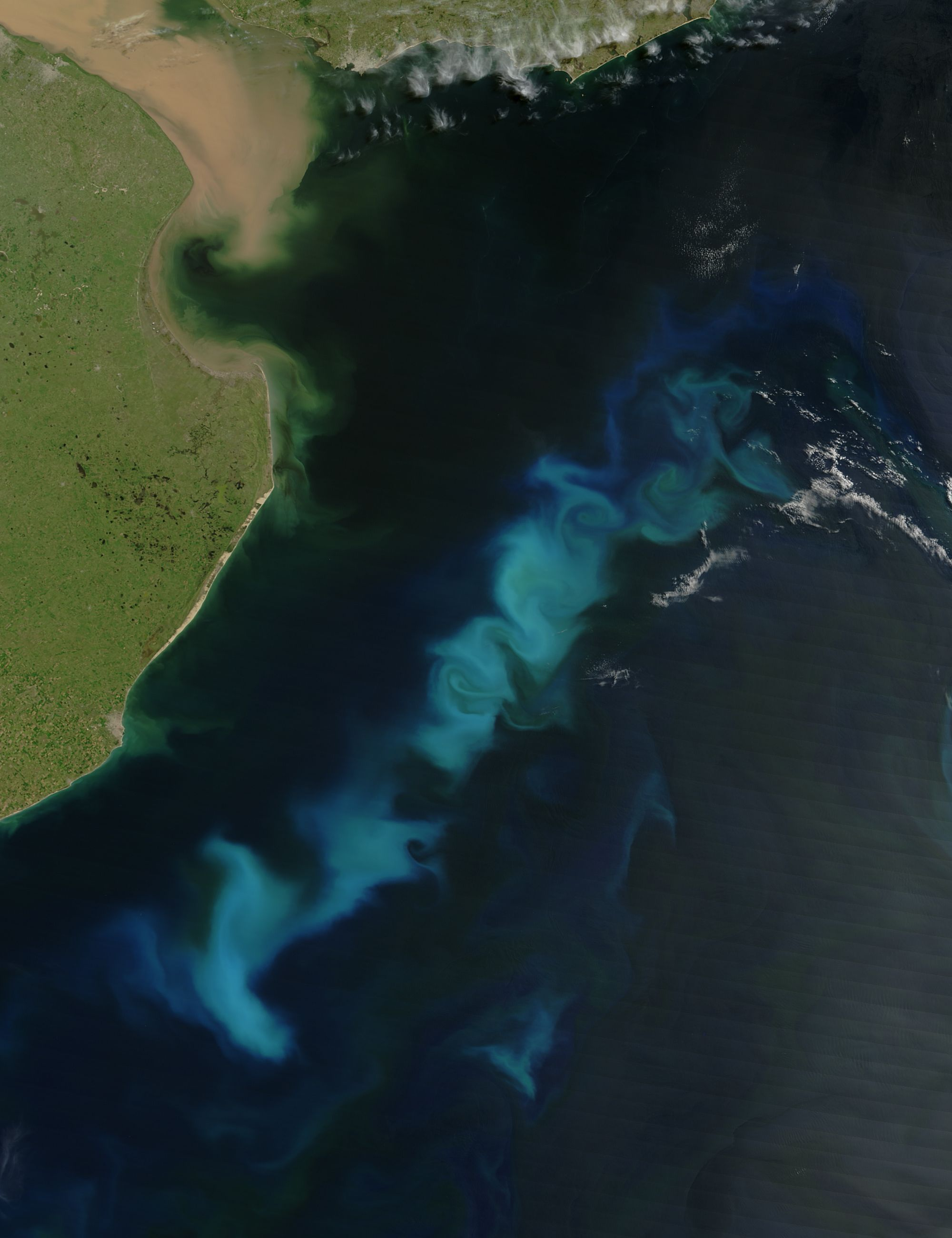
Florescimento (bloom) de fitoplâncton na costa da Argentina

Em Oceanografia, biologia marinha e Limnologia chama-se fitoplâncton ao conjunto dos organismos aquáticos microscópicos que têm capacidade fotossintética e que vivem dispersos flutuando na coluna de água.
Fazem parte deste grupo organismos tradicionalmente considerados algas e estudados como tal pela botânica, mais especificamente pela ficologia. Contudo, dentre estas, há um grupo de grande importância sanitária e de saúde pública, que é também classificado como bactéria, as cianofíceas ou "algas azuis". A divergência de autores quanto a classificação dos organismos pertencentes a este grupo deve-se ao fato de possuírem características de células vegetais (presença de clorofila em cloroplastos e parede celular com celulose) e de bactérias (material nuclear disperso no citoplasma). Hoje as algas azuis ou cianobactérias, nome atualmente mais empregado, são limitadas pelas legislações ambientais para águas potáveis, devido ao fato de que algumas cepas produzem toxinas (cianotoxinas) que podem ser letais para os mamíferos.
Outros organismos pertencentes ao fitoplâncton também são classificados em vários clades dos Protista, como alguns flagelados e ciliados com capacidade de realizar a fotossíntese, como os organismos da classe Euglenophyceae.
Em águas correntes (rios e ribeirões) o grupo mais importante, pela sua abundância e diversidade, é o das diatomáceas, organismos microscópicos com pigmentos amarelo-dourados e carapaça externa de sílica, que protege as células da agressão mecânica causada pela correnteza. Por outro lado, em lagos e represas as algas da classe Chlorophyceae são mais diversas e abundantes. Possuem estruturas que favorecem a flutuação, que no entanto são frágeis. Neste grupo estão algas de grande beleza.
Apesar de normalmente se considerar o plâncton como constituído de organismos microscópicos, há algumas algas castanhas, como certas espécies de sargaço, de grandes dimensões, que podem viver livremente no meio do oceano sendo, portanto, igualmente parte do fitoplâncton.

## Importância ecológica do fitoplâncton
O fitoplâncton encontra-se na base da cadeia alimentar dos ecossistemas aquáticos, uma vez que serve de alimentação a organismos maiores. Está na base porque pertence ao nível trófico dos produtores.
Além disso, acredita-se que o fitoplâncton é responsável pela produção de cerca de 80% do oxigênio da atmosfera terrestre.
E tambem é conjunto dos organismos planctônicos vegetais.

## Florescimento ou "bloom"

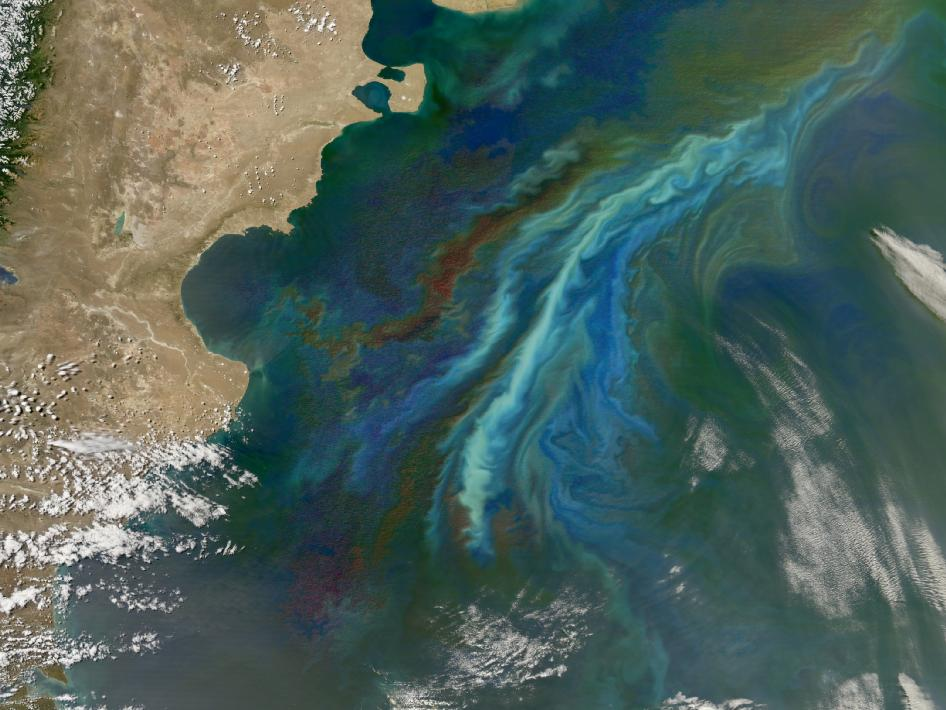
Florescer fitoplâncton na costa da Argentina.

O fitoplâncton também pode ser responsável por alguns problemas ecológicos quando se desenvolve demasiadamente: numa situação de excesso de nutrientes e de temperatura favorável, estes organismos podem multiplicar-se rapidamente formando o que se costuma chamar "florescimento" ou bloom (palavra inglesa que é mais usada). Nesta situação, a água fica esverdeada mais rapidamente, de um a dois dias, dependendo da temperatura, se torna acastanhada, quando o plâncton esgota os nutrientes e começa a morrer. Nessa altura, a decomposição mais ou menos rápida dos organismos mortos pode levar ao esgotamento do oxigênio na água e, como consequência, à morte em massa de peixes e outros organismos.
Esta situação pode ser natural - no caso de um afloramento intenso - mas pode também ser devido a uma situação de poluição causada pela descarga em excesso de nutrientes na água. Neste caso, diz-se que aquela massa de água se encontra eutrofizada. Em água doce, quando esta situação se torna crônica, a água pode ficar coberta por uma camada de algas azuis que flutuam na sub-superfície da coluna d'água.
Nos florescimentos naturais, o problema cessa quando os nutrientes se esgotam ou a temperatura se afasta dos níveis ótimos.
Um outro caso de florescimento prejudicial é o caso das marés vermelhas, quando a água do mar fica com uma coloração castanho-avermelhada. É causada pelo desenvolvimento de organismos que liberam toxinas na água, normalmente "algas castanhas" microscópicas do grupo dos dinoflagelados. Este fenômeno, cujas causas ainda não são bem conhecidas, (mas em que a poluição costeira parece ter também responsabilidade), tem sido responsável pela destruição de muitas instalações de aquacultura marinha.